# Turks-Perzische cultuur

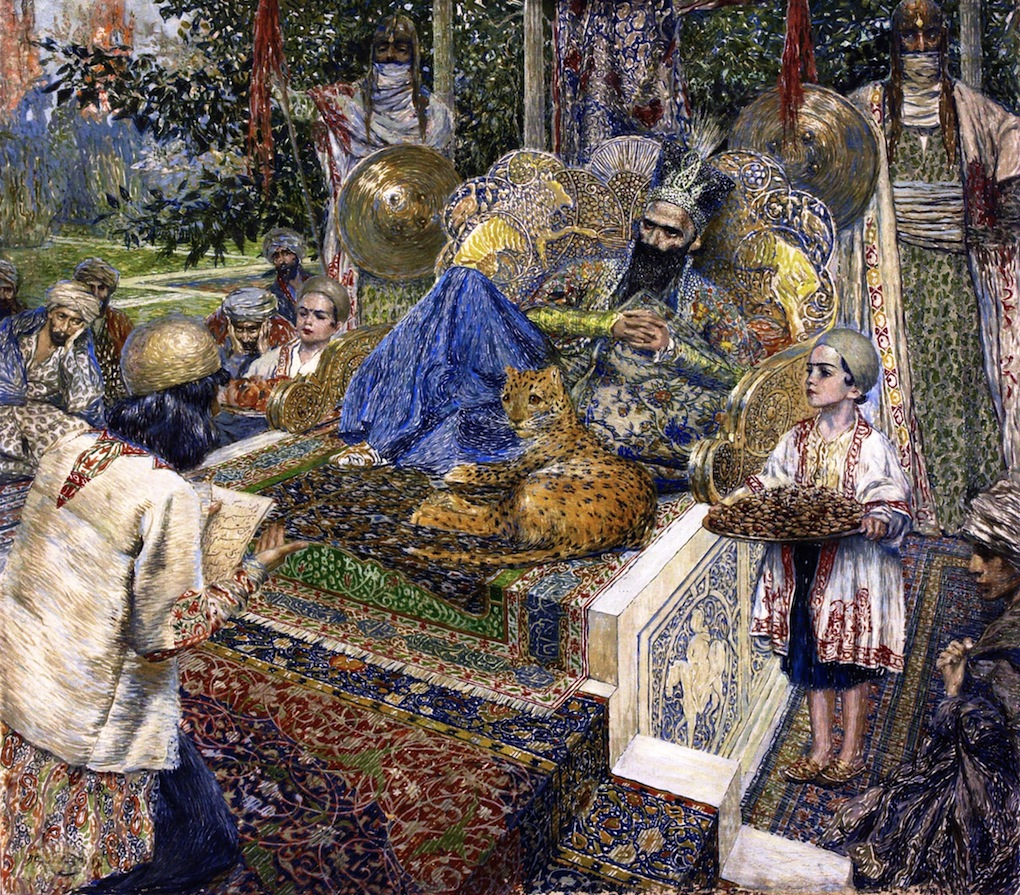
Ferdowsi leest uit zijn werk Sjahnama voor aan Mahmud van Ghazni.
Schilderij van Vardges Sureniants uit 1913

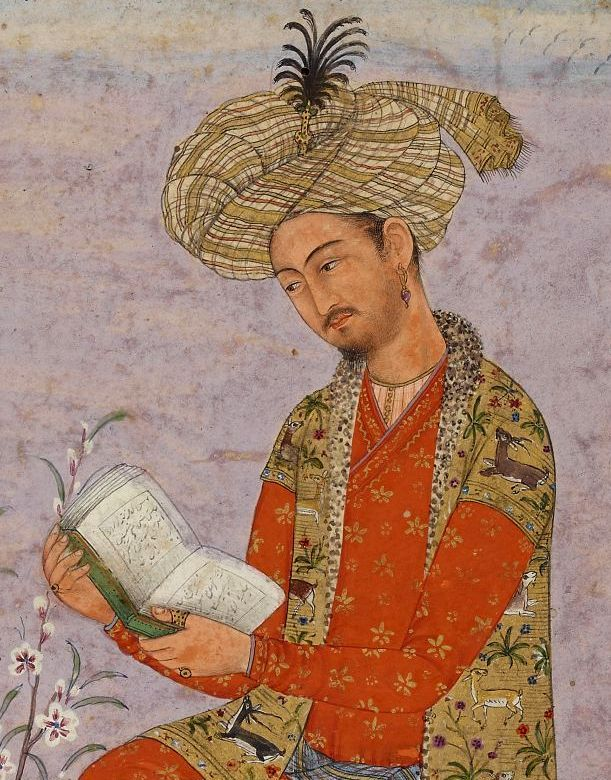
miniatuur van Babur Shah

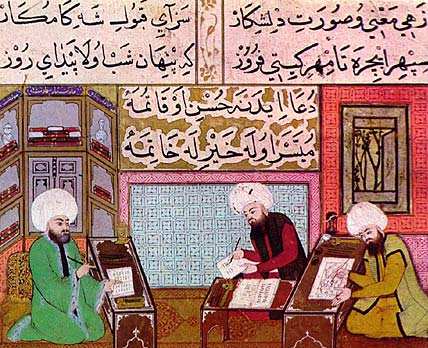
de hofminiaturisten van sultan Mehmed II

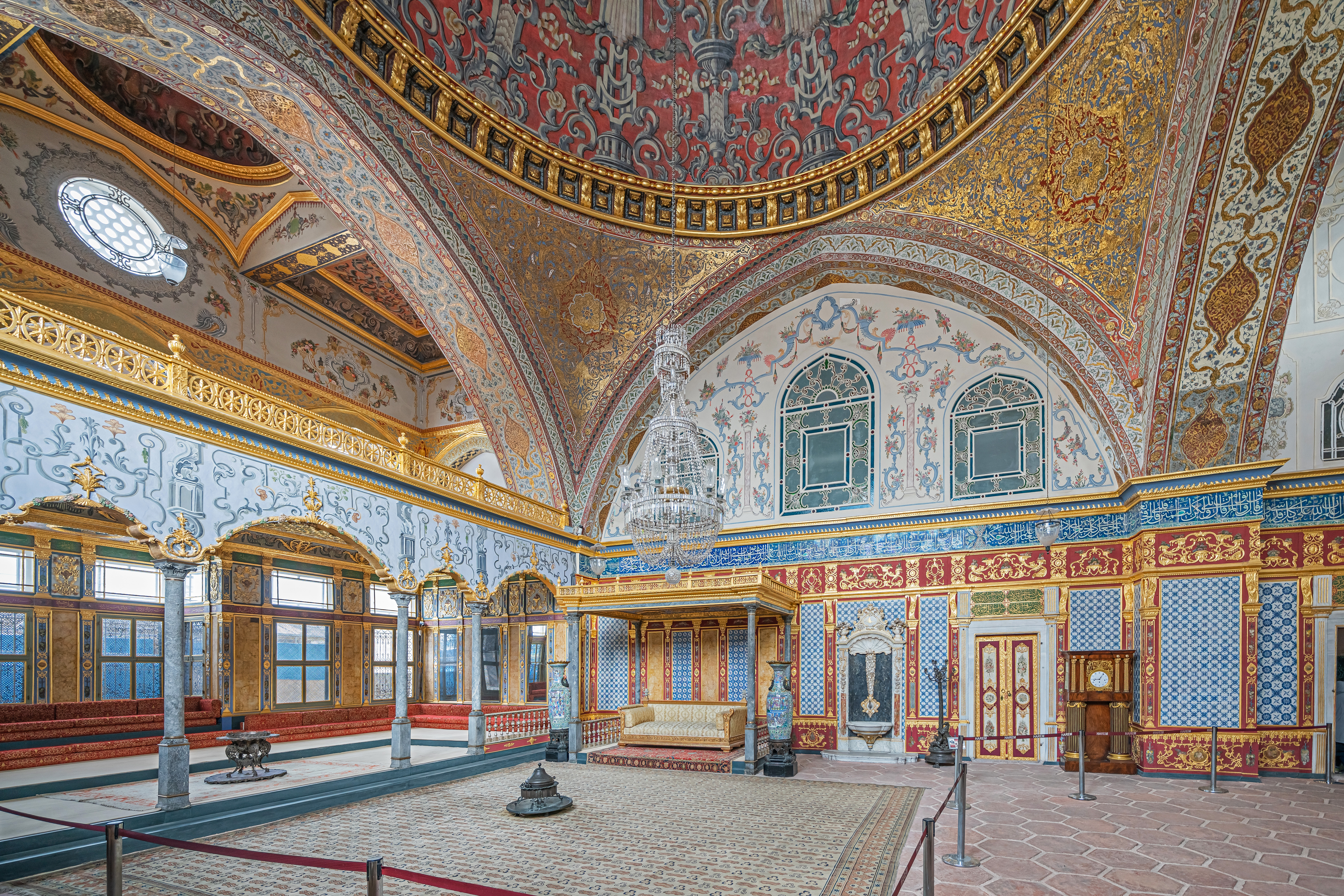
De Topkapi Paleis Istanbul

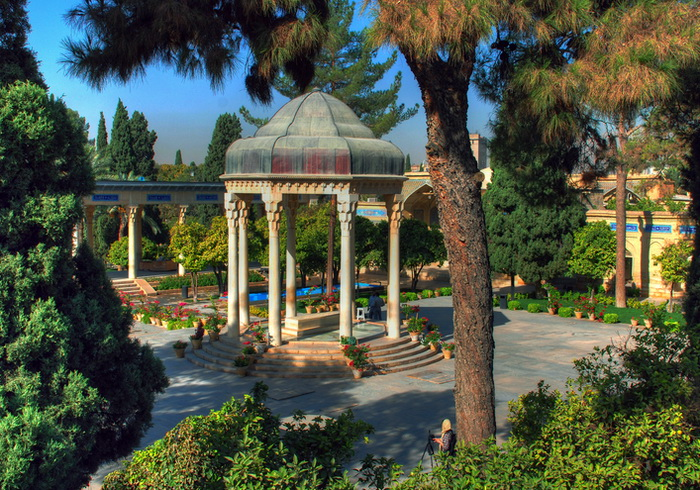
De tombe van Hafez in Shiraz

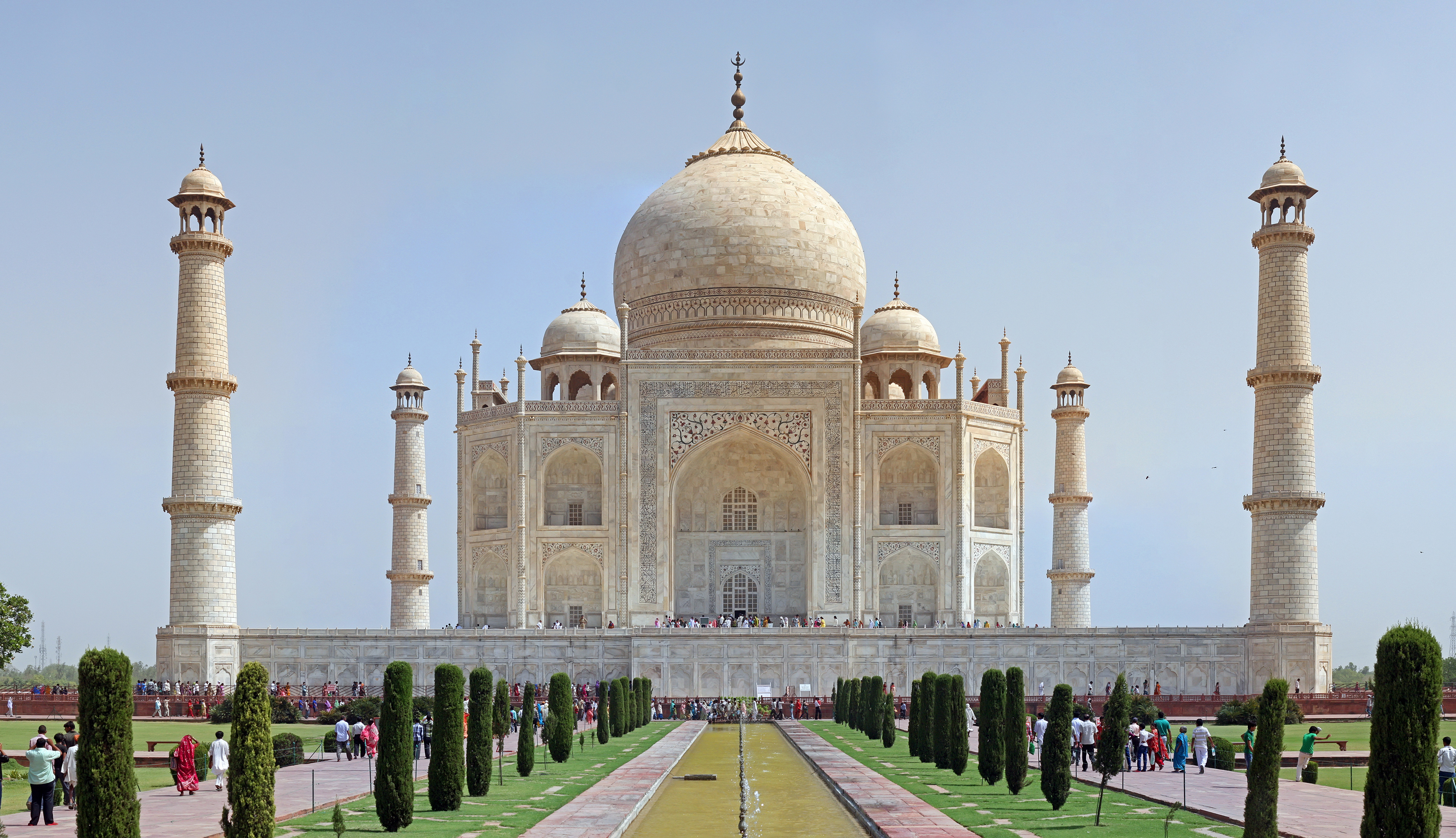
De Taj Mahal

De Turks-Perzische islamitische cultuur  (Perzisch: فرهنگ ترکی-فارسی  of فرهنگ ترکی-ایرانی, Turks: Türk-Fars kültürünü of Türk-Fars geleneği), was een oecumenische mix van Turkse, Perzische en islamitische elementen die zich ontwikkelde in de negende en tiende eeuw in Transoxanië en Khorasan. Van daaruit verspreidde ze zich verder in Azië en werd ze de dominante cultuur van de heersende klassen van de Seltsjoeken en het Ottomaanse rijk, het Moghulrijk in India en van de Safawieden in Perzië (Iran).
Het soefisme was het belangrijkste bindmiddel. De Turkse nomadenstammen omhelsden de islam via de Perzische soefi-tradities. Rondtrekkende Turkse monniken en mystici hadden veel invloed op de snelle verspreiding van de islam onder de Turken. De soefi-mystici verkondigden een geloof dat weinig gemeen had met de ingewikkelde dogma's van de theologische hogescholen, die in centra van de moslimwereld onderricht werden. De Perzische filosoof al-Ghazali wist beide stromingen met elkaar te verzoenen, waardoor wederzijdse bestuiving van mystiek en dogmatiek mogelijk werd. Na verloop van tijd werd het verder een bron van intellectuele cultuur en politieke macht. De middeleeuwse staten in het huidige India, Turkije en Iran waren opgericht door Turkse dynastieën die optraden als beschermheren van de Turks-Perzische literaire tradities, sterk beïnvloed door het soefisme.
Kenmerkend voor deze Turks-Perzische cultuur was verder het gebruik van Middel-Perzisch als bestuurlijke en literaire taal, de groeiende autoriteit van de oelama en een etnisch gemengde islamitische samenleving. Het Middel-Perzisch had wel sterke Arabische invloeden ondergaan en werd in Arabisch schrift geschreven. Een belangrijk literair hoogtepunt in deze periode vormt het werk van Ferdowsi. Diens 60.000 versregels tellende epos Sjahnama ('Boek der Koningen') schetst de Perzische geschiedenis tot de Arabische veroveringen. Het dichtwerk bevat onder andere de legenden over de held Rostam en zijn familie en de oorlogen tussen Iran ('land van Iraj') met Turan ('land van Tur'), waarbij de afstammelingen van Tur de Turken zijn.

## Oorsprong
Na de Arabisch-islamitische verovering van Khorasan bleef het Middel-Perzisch, de taal van de Sassaniden, tot de achtste eeuw de belangrijkste bestuurstaal. De toenemende Arabisering van de openbare zaken onder de Omajjaden leidde tot een reactie. Een opstand onder leiding van Abu Muslim Khorasani bracht de Abbasiden aan de macht in het kalifaat. De Abbasiden verplaatsten de hoofdstad van het kalifaat van Damascus naar Bagdad, nabij het centrum van de oude Perzische rijken. Onder invloed van de Barmakiden, een vooraanstaande familie bestuurders uit Balkh, werd het kalifaat conform Perzische tradities bestuurd. Maar de Abbasiden verloren al snel hun politieke gezag. Grote delen van het oosten van het kalifaat werden in de 9e en 10e eeuw gedomineerd door Iraanse dynastieën als de Tahiriden, de Saffariden, de Samaniden en de Boejiden. Deze periode, ingeklemd tussen de Arabische en Turkse dominantie van de islamitische wereld, wordt wel het Iraans intermezzo genoemd. Dit tijdperk kwam ten einde toen de Boejiden in 1055 uit Bagdad werden verdreven door de Turkse Seltsjoeken. Hierna verwierven Turkse dynastieën machtsposities in de moslimwereld die ze duizend jaar behielden, tot de Europese overheersing in de 18e en de 19e eeuw.

## Opkomst en groei doorheen de eeuwen
In Perzië werd de dynastieke staat van de Ghaznaviden (962-1186) opgericht door Alptekin, een Turkse commandant in dienst van de Perzische Samaniden. De Ghaznaviden waren voor oorsprong Turks, maar hadden de Perzische taal en cultuur volledig overgenomen. Mahmud, de machtigste heerser van de dynastie, haalde onder andere Ferdowsi en Al-Biruni, de Perzische geleerde en filosoof, naar zijn hof.
In dezelfde periode veranderden twee grote Turkse volksverhuizingen uit Centraal-Azië het aangezicht van het Midden-Oosten. De Oghuzen die uit hun vaderland in Centraal-Azië waren verdreven, trokken op naar het Midden-Oosten. De belangrijkste migratiegolf was die van de Seltsjoeken op het einde van de 10e eeuw. Ze vestigden zich in de provincie Buchara en omhelsden de islam. De Seltsjoekse vorst Togrul Beg veroverde Bagdad in 1055 en rond 1079 namen de Seltsjoeken Syrië en Palestina over van de plaatselijke heersers en de verzwakte Fatimiden. In 1071 had sultan Alp Arslan een Byzantijns keizerlijk leger verslagen in de slag bij Manzikert, waarna de Turken het grootste deel van Anatolië onder hun controle brachten.
Het Seltsjoekenrijk viel in de 12e eeuw uiteen in kleinere rijken. De belangrijkste Seltsjoekse monarchieën van Anatolië, Syrië en Irak waren officieel verbonden aan de grootsultan die in Khorasan woonde. Uitgerekend in deze periode van interne verdeeldheid vielen de kruisvaarders in 1096 binnen. Ze profiteerden van de interne zwakte en rukten snel op. In steden langs de Syrische kust en in Jeruzalem vestigden de kruisvaarders christelijke feodale vorstendommen en burchten. Het waren Turkse sultans zoals Kilij Arslan en Turkse officieren zoals Zengi die de kruisvaarders confronteerden met geduchte tegenstand. Zengi veroverde Mosoel en zijn zoon sultan Nureddin heroverde de Syrische kust en Damascus op de kruisvaarders. In 1193 veroverde Saladin Jeruzalem op de kruisvaarders. In 1260 versloeg de Mammelukse sultan Baibars de Mongolen van het Il-kanaat en in 1291 verdreven de Mammelukken ook de laatste kruisvaarders uit de Levant. Cultureel gezien waren de Mammelukken verankerd in de Arabische cultuur.
Het bestuur van de Seltsjoeken steunde voornamelijk op de Perzische bureaucratie. Een van de belangrijkste politieke denkers uit deze periode was de grootvizier Nizam al-Mulk. In de landen onder het Turkse bestuur bleef Arabisch de taal van godsdienst, wetgeving, overlevering en theologie. Het literaire en artistieke klimaat werd beheerst door de Perzische tradities, die zich voortzetten onder de Turkse dynastieën en tot een renaissance leidden onder de Mongolen. Het bereikte zijn hoogtepunt in de Turkse dynastieën van de Osmanen in Turkije, in India onder de Moghullen en in Perzië onder de Safawieden. In de rijken van de Ottomanen, Safawieden en Moghullen werden varianten van een grotendeels vergelijkbare Turks-Perzische traditie ontwikkeld. Er ontstond overal een nieuwe hofcultuur en literatuur, geïnspireerd en sterk beïnvloed door de Perzische klassieken. Politiek voerden de Turkse en de Mongoolse staten de boventoon in alle landen van de Middellandse Zee tot India en Centraal-Azië.
Het Osmaanse rijk ontstond in de jaren 1300 in Anatolië en groeide uit tot de machtigste staat in de moslimwereld. De Osmanen bestuurden het grootste deel van het Midden-Oosten en de Balkan. Oorspronkelijk behoorden ze tot Turkmeense stammen, die in de dertiende eeuw onder druk van de veroveringstochten van de Mongolen naar Anatolië waren afgezakt. De sultans Mehmet de Veroveraar (1451-81) en Süleyman de Magnifieke (1520-66) ondersteunden de literatuur in het Perzisch en waren zelf ook dichters. Door het aantrekken van schrijvers, geleerden en kunstenaars uit Buchara, Tabriz, Shiraz en Herat groeide Istanboel opnieuw uit tot een ware metropool. De Ottomaanse kunstenaars ontwikkelden in de miniatuurkunst een eigen stijl met Perzische invloeden. Architecten zoals Mimar Sinan ontwikkelden verder een gesofisticeerde bouwstijl. Maar de Ottomanen behielden het Turks (Osmaans) als de taal van het hof en van het leger. Deze beslissing zou de sterk gepersianiseerde Mogols schokken.
De Safawiden was een dynastie die rond 1502 opgericht werd door Sjah Ismail I (1502-26) in Perzië. Ismail behoorde tot een familie die leider was van de Soefi-orde, de Safawiya met een brede aanhang onder de Turkse nomaden in Oost-Anatolië. Hij riep echter het sjiisme tot staatsreligie uit en dwong de inwoners van Perzië zich te bekeren. Via deze sjiitische politieke beweging veroverden de Safawieden geheel Perzië.
De Mogols waren een dynastie in India die hun afstamming tot Timoer Lenk en Djengiz Khan terugvoerden. Onder het bestuur van de Mogols bereikte de Turks-Perzisch politieke traditie in India zijn hoogtepunt. De stichter van de dynastie was de Timoeridische prins Babur. Diens in Chagatai Turks geschreven memoires, de Baburnama, zijn een uniek document en geven inkijk in zijn leven en ideeënwereld. Baburs kleinzoon Akbar gaf opdracht aan de hoveling Abdul Rahīm om de Baburnama in het Perzisch (de hoftaal van de Mogols) te vertalen. Abdul Rahīm, zelf een vermaard dichter en schrijver, voltooide de vertaling in de jaren 1589-1590. De Mogols cultiveerden de kunsten en nodigden aan hun hof kunstenaars en architecten uit. De Taj Mahal was gebouwd in opdracht van de Moghul Padisjah Sjah Jahan. De Mogols waren in India aan de macht van 1526 tot de achttiende eeuw, toen de Sikhs, Maratha en uiteindelijk de Britten de macht overnamen.

## Desintegratie
De Europese ontdekking van een zeeweg naar India in de zeventiende eeuw en de invoering van handwapens in de achttiende eeuw veranderden de machtsverhoudingen tussen deze rijken en Europa. De Europese mogendheden drongen de regio binnen, wat bijdroeg tot de politieke versnippering ervan. Het Moghulrijk in India en de Safawieden in Perzië vielen uiteen en er ontstond oorlog tussen de vele vorstendommen. Alleen het Ottomaanse Rijk bood weerstand tot zijn opheffing in 1922 en de oprichting van de Republiek Turkije in 1923. In de 19e eeuw waren de fundamenten van de Turks-Perzische traditie grondig doorschud en viel uit elkaar door de opkomst van het nationalisme. Geleidelijk aan werden de westerse politieke ideeën en bestuursmodellen ingevoerd om de politieke en sociale turbulenties op te vangen. De westers-gerichte hervormingen van de Tanzimat door de Ottomanen in 1839 was hiervan een uitdrukking.